# Pan Duro
Pan Duro är en ort i Mexiko.   Den ligger i kommunen Balancán och delstaten Tabasco, i den sydöstra delen av landet, 900 km öster om huvudstaden Mexico City. Pan Duro ligger 43 meter över havet och antalet invånare är 123.
Terrängen runt Pan Duro är mycket platt. Runt Pan Duro är det ganska glesbefolkat, med 26 invånare per kvadratkilometer. Omgivningarna runt Pan Duro är en mosaik av jordbruksmark och naturlig växtlighet.